# 纽约州州检察长
纽约州州检察长（英語：Attorney General of New York）是美国纽约州的首席律政專员，也是紐約州律政廳的负责人。纽约州州检察长的職位於1626年荷兰的新尼德兰殖民政府时期就以某种形式存在。